# Jean Bork

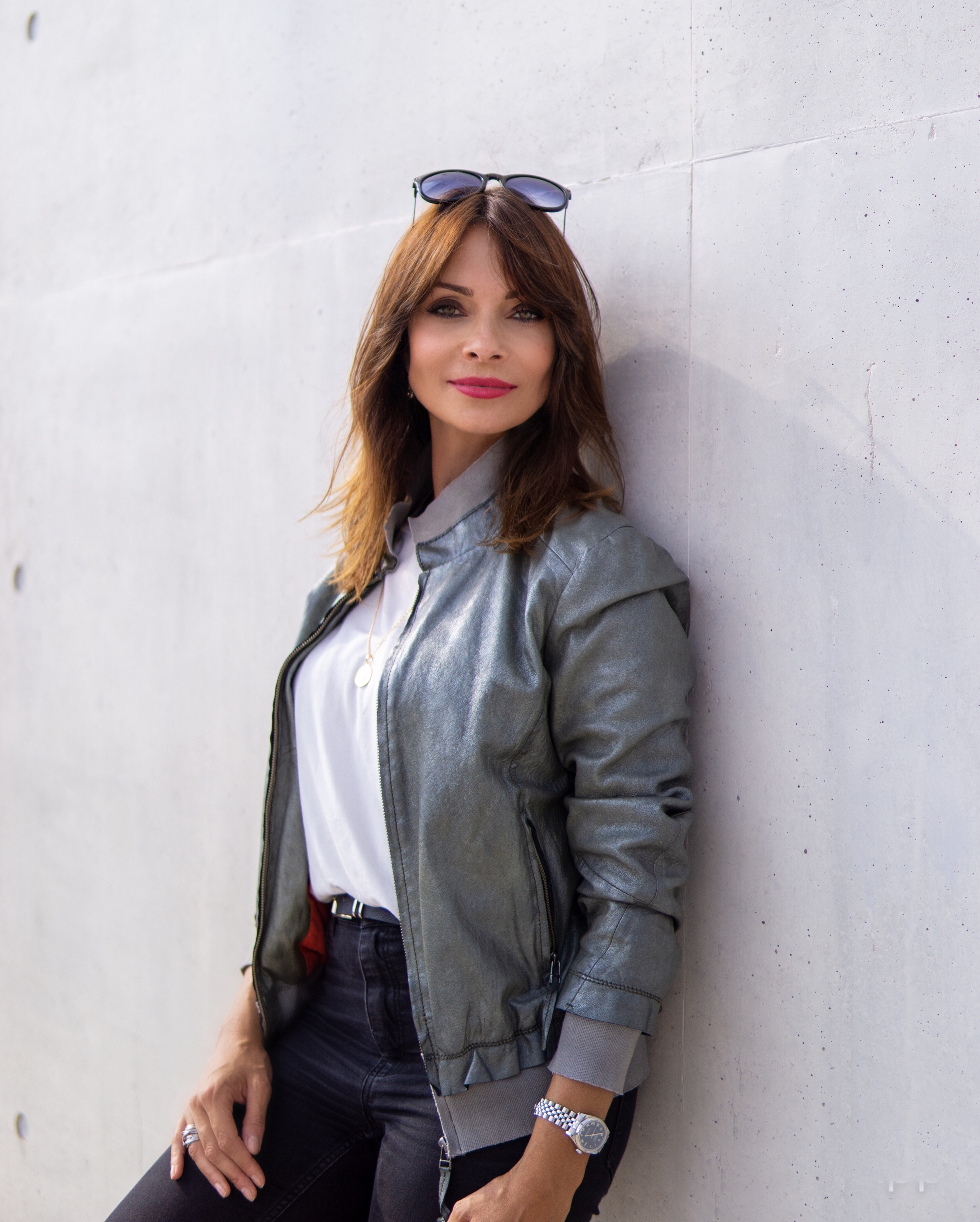
Jean Bork 2020

Jean Bork (* 20. Jahrhundert in Berlin) ist eine deutsche Fernsehdarstellerin und Moderatorin, die in Berlin lebt und arbeitet.

## Leben
Die Miss Germany Corporation kürte Bork 2000 zur Miss Berlin. In den folgenden Jahren moderierte sie verschiedene größere Veranstaltungen, wie Messen, Podiumsdiskussionen oder Konferenzen.
Durch ihre Teilnahme bei der TV-Sendung Shopping Queen und ihrer Rolle in der Daily-Soap Gute Zeiten, Schlechte Zeiten wurde sie einem größeren Publikum bekannt.

## Filmografie (Auswahl)
- 2015: Shopping Queen (VOX)
- 2015: The Terror Stalkers als Annika
- seit 2022: Gute Zeiten, schlechte Zeiten (RTL) als Jette Kästner